# Gamedes
Gamedes (Γαμέδες) war ein böotischer Töpfer, tätig im 2. Viertel des 6. Jahrhunderts v. Chr.
Er signierte eine in Tanagra gefundene Oinochoe heute in Paris, Louvre MNB 501 zweimal mit seiner aufgemalten Signatur ΓΑΜΕΔΕΣ ΕΠΟΕΣΕ; auf einem Aryballos aus Thespiai heute in London, British Museum A 189 (1873.2-8.2) ist die gleiche Signatur eingeritzt. Vor allem der eleganten Oinochoe, die wahrscheinlich unter korinthischem Einfluss entstand, war das Vorbild für andere spätere böotische Kannen, einige dieser Stücke könnten in der Werkstatt des Gamedes selbst gefertigt worden sein. Die Dekoration der Kanne im Louvre wird dem Gamedes-Maler zugeschrieben, dem noch eine weitere Vase zugeschrieben werden kann. Diskutiert wird, ob der Töpfer und der Maler identisch waren. Die Vase in London ist unbemalt. Gamedes gehört zu den wenigen böotischen Töpfer, die ihre Werke signierten.